# Ziekte van Menière
De ziekte van Menière is een ziekte die zich in het binnenoor voordoet en kenmerkt zich door een drietal symptomen: draaiduizeligheid, tinnitus en gehoorverlies. Tinnitus betekent oorsuizen.

## Diagnose
De patiënt heeft niet voortdurend last van alle drie de symptomen, maar krijgt ze met enige regelmaat als een aanval over zich heen. De duizeligheid gaat gepaard met hevige misselijkheid en braken, de patiënt voelt zich doodziek en is nauwelijks in staat om iets anders te doen dan met gesloten ogen stil in bed te liggen en te wachten tot de aanval overgaat. De aanval van (draai)duizeligheid kan urenlang duren. Bij sommige patiënten houdt de duizeligheid in mildere vorm nog enkele dagen tot weken na een aanval aan.
De doorsnee menièrepatiënt krijgt in de loop der tijd een slechter gehoor, dat met elke aanval verder afneemt. In het begin blijft de slechthorendheid beperkt tot het niet horen van lage tonen in het aangetaste oor, maar het gehoor neemt steeds verder af. Het oorsuizen neemt sterk toe tijdens en kort na een aanval en kan daarna weer wat afzwakken, maar gaat in de meeste gevallen nooit helemaal weg. In enkele gevallen kan de aandoening overslaan naar het andere oor, dat dan ook wordt aangetast.
Bij veel patiënten verminderen de aanvallen van duizeligheid in frequentie en hevigheid na verloop van tijd. Soms gebeurt dit pas na tien à twintig jaar, maar meer dan de helft heeft na twee tot drie jaar geen last meer van ernstige aanvallen. Het gehoorverlies is echter blijvend en stabiliseert zich vaak op 50-60 decibel en ook het oorsuizen kan aanhouden.
De combinatie van deze drie symptomen is in 1861 door de Franse arts Prosper Menière voor het eerst als tot één ziekte behorend beschreven. Naar schatting lijden in Nederland ongeveer 20.000 mensen aan deze ziekte. Het ontstaat gewoonlijk bij mensen die tussen de 40 en 50 jaar oud zijn. Door het zeer hinderlijke karakter van de ziekte ondervindt men tal van problemen bij werk en relaties. Simpele zaken zoals hoofdrekenen worden moeilijk, men komt niet uit zijn woorden en men komt als verstrooid over, bewegingen kunnen misselijk maken.

## Oorzaak
In het binnenoor zitten compartimenten met de vloeistoffen endolymfe en perilymfe, die van elkaar gescheiden zijn door het membraan van Reissner, maar door lekken onbedoeld contact met elkaar maken. Dit veroorzaakt een soort 'kortsluiting', waardoor verkeerde informatie naar het evenwichtscentrum in de hersenen wordt gestuurd met duizeligheid als gevolg. Tegelijkertijd worden de haarcellen in het slakkenhuis beschadigd hetgeen leidt tot slechthorendheid en tinnitus.
Vroeger dacht men dat het opengaan van de verbinding tussen de twee compartimenten door overproductie van endolymfe werd veroorzaakt, door stresshormonen of slechte afvoer. Dit zorgt voor een extra druk op het membraan, dat daardoor scheurt. Wetenschappers denken nu dat een virusinfectie of auto-immuunziekte het membraan afbreekt en verzwakt. Dit wordt gestaafd door onderzoek waaruit is gebleken dat tachtig procent van de patiënten stoffen in hun bloed hadden die wijzen op een eerder viruscontact of een auto-immuunreactie.

## Behandeling
Een kno-arts kan aan de hand van gehoor- en evenwichtstesten beoordelen of iemand mogelijk de ziekte van menière heeft, maar zeker in het beginstadium van de ziekte is dit moeilijk, omdat ná een aanval soms geen verschijnselen meer meetbaar zijn. In dat geval kan alleen de beschrijving van de aanval door de patiënt duidelijkheid verschaffen. Geneesmiddel kan de klachten doen verminderen, maar hebben soms ook nadelige bijwerkingen. Een medicijn dat de ziekte echt verhelpt, bestaat niet. Bètahistine is, ondanks het ontbreken van een bewijs van werkzaamheid, het meest voorgeschreven middel. Rust en regelmaat in het dagelijkse leven wordt aanbevolen, omdat stress een aanval kan oproepen, al is stress niet de enige oorzaak.
De bijkomende slechthorendheid die optreedt, is niet te genezen. Een hoortoestel kan bij ernstig gehoorverlies een uitkomst bieden en een cochleair implantaat bij zeer ernstig gehoorverlies links en rechts.
Patiënten met de ziekte van Menière, die vaak problemen hebben met het bewaren van hun evenwicht, kunnen soms worden geholpen met een prismabril, die door oogarts Utermöhlen is ontwikkeld. Utermöhlen signaleerde in 1941 dat bij patiënten met de ziekte van menière, daartoe door het evenwichtsorgaan bestuurd, de oogspieren de ogen vaak iets naar buiten trekken wanneer ze knipperen of dicht zijn. Wanneer de ogen weer opengaan, moeten de oogspieren die asymmetrie weer corrigeren om de ogen weer recht vooruit te laten kijken. Dat verschil prikkelt het evenwichtsorgaan en kan tot duizeligheid leiden. De prismabril zorgt ervoor dat beide ogen in de door het lichaam gewenste stand blijven staan namelijk iets naar buiten gericht, waardoor het evenwichtsorgaan minder wordt belast. De Vereniging tegen de Kwakzalverij vindt dat er voor deze methode geen voldoende bewijs is..

### Gentamicine-therapie
Er is verder de zogeheten gentamicine-therapie mogelijk voor patiënten bij wie de ziekte in één oor voorkomt. Bij deze therapie wordt het antibioticum gentamicine een of meer malen, met tussenpozen van enkele weken, gedoseerd in het middenoor gespoten, waardoor daar de trilhaartjes in het evenwichtsorgaan worden vernietigd. Het evenwichtsorgaan in dat oor wordt daarmee uitgeschakeld, waardoor de aanvallen van duizeligheid in de meeste gevallen (90-95%) voorbij gaan. Het evenwichtsorgaan in het andere gezonde oor neemt, als dit normaal functioneert, het gevoel voor evenwicht over. Omdat gentamicine in een te hoge dosering een schadelijke uitwerking op de werking van het andere oor kan hebben wordt tijdens het verloop van de behandeling ook dat oor gecontroleerd. 
De microchirurgische ingreep wordt uitgevoerd in het binnenoor, dus binnen de schedel. De operatie kan toegepast worden bij een van beide oren en wordt daarom ook voorafgegaan door een gehooronderzoek en een test van het evenwichtsorgaan, een elektronystagmografie om te bepalen welk oor dominant is bij de aandoening.
Er kan ook een MRI met contrastvloeistof worden gemaakt om te bepalen of er sprake is van vasculaire compressie, het beklemd zitten van een zenuw door een aanliggende ader in het binnenoor. Deze beklemming is vaak de reden van het optreden van duizeligheid. Daarom wordt tijdens de ingreep naast de vestibulair zenuwsnede ook de beklemming opgeheven. Waarschijnlijk is er een relatie tussen de vasculaire compressie en de ziekte van Menière.